# ایزورول بیگار
ایزورول بیگار (به لاتین: Izvorul Bigăr) یک منطقه حفاظت‌شده در رومانی است که در Caraș-Severin County واقع شده‌است.